# Kathedrale von Campobasso

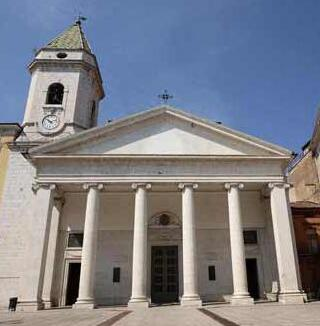
Kathedrale von Campobasso

Die Kathedrale von Campobasso oder die Dreifaltigkeitskathedrale (italienisch Cattedrale della Santissima Trinità) ist eine Kirche in Campobasso im italienischen Molise. Die Kathedrale des Erzbistums Campobasso-Boiano mit dem Patrozinium der Dreifaltigkeit wurde nach einem Erdbeben Anfang des 19. Jahrhunderts klassizistisch neu gebaut und im 20. Jahrhundert als Kathedrale erweitert.

## Geschichte
Die Kirche wurde ursprünglich 1504 unter Andrea de Capoa als barockes Bauwerk errichtet und 1805 durch ein Erdbeben zerstört. Der Neubau wurde vom Architekten Bernardino Musenga 1829 fertiggestellt. Der Pfarrkirche wurde ein Kollegiatskapitel angegliedert. Ab 1860 wurde die Kirche bis 1900 als Kaserne verwendet. Mit der Verlegung des Bischofssitzes nach Campobasso wurde die Kirche 1927 zur Kathedrale erhoben. Anschließend wurde sie bis 1933 durch Tullio Passarelli und Vittorio Tiberio vergrößert. Das Mittelschiff wurde erhöht und eine Apsis angebaut.

## Architektur
Die Fassade besteht aus einem hexastyligen Pronaos und einem dreieckigen Giebel darüber. Auf der linken Seite im Übergang zum Rathaus steht der Campanile.
Das Innere in Form einer Basilika ist in drei breite Schiffe mit Kassettendecken unterteilt. Im Gewölbe der Apsis stellt ein Fresko von Romeo Musa das Pfingstereignis dar. Darunter steht der Hochaltar mit einem Ziborium, das von korinthischen Kapitellen getragen wird. Hinter dem Altar befinden die 1993 von Ponziano Bevilacqua gebaute Orgel mit 41 Registern auf drei Manualen und Pedal.
Von den Seitenschiffen gehen zwei große Kapellen aus, die von Amedeo Trivisonno mit Fresken ausgemalt wurden. Im linken Seitenschiff befindet sich das Taufbecken aus Granit in Form eines quadratischen Beckens aus dem Jahre 1745.
Die polychromen Glasfenster stellen die Heiligen dar, die das Dogma der Dreifaltigkeit verteidigen: Augustinus von Hippo, Hilarius, Anastasius und Nikolaus.